# Anupam Kher
Anupam Kher (Hindi:अनुपम खेर, Shimla (Índia), 7 de març de 1955) és un actor hindu. Ha actuat en més de 200 films de Bollywood i en diverses pel·lícules angleses.

## Filmografia
- Dirty Politics (2015)
- Roy (2015)
- Sharafat Gayi Tel Lene (2015)
- Baby (2015)
- Prem Ratan Dhan Payo (2015)
- The Shaukeens (2014)
- Super Nani (2014)
- Happy New Year (2014)
- Ekkees Toppon Ki Salaami (2014)
- Daawat-e-Ishq (2014)
- Singham Returns (2014)
- Shongram (2014)
- Main Tera Hero (2014)
- Gang of Ghosts (2014)
- Welcome Back Gandhi (2014)
- Yamla Pagla Deewana 2 (2013)
- Gori Tere Pyaar Mein (2013)
- Chashme Baddoor (2013)
- Special 26 (2013)
- Mai (2013)
- Winds of Change (2012)
- Jab Tak Hai Jaan (2012)
- Mr. Bhatti on Chutti (2012)
- Kyaa Super Kool Hain Hum (2012)
- Silver Linings Playbook (2012)
- Chaar Din Ki Chandni (2012)
- Desi Boyz (2011)
- Mausam (2011)
- Pranayam (2011)
- Yeh Faasley (2011)
- Chatur Singh Two Star (2011)
- Naughty @ 40 (2011)
- Pyaar Impossible (2011)
- Allah Ke Banday (2010)
- You Will Meet a Tall Dark Stranger (2010)
- Striker (2010)
- Victory (2009)
- Wake Up Sid (2009)
- Yeh Mera India (2009)
- Dil Bole Hadippa! (2009)
- Sankat City (2009)
- Chatur Singh Two Star (2009)
- Tera Mera Ki Rishta (2009)
- Morning Walk (2009)
- God Tussi Great Ho (2008)
- Meerabai Not Out (2008)
- Zamaanat (2008)
- De Taali (2008)
- Tahaan (2008)
- A Wednesday! (2008)
- C Kkompany (2008)
- Striker (2008)
- The Other End of the Line (2008)
- Bhopal Movie (2008)
- Jaane Bhi Do Yaaron (2007)
- Lust, Caution (2007)
- Victoria No. 203 (2007)
- Laaga Chunari Mein Daag (2007)
- Shakalaka Boom Boom (2007)
- Apna Sapna Money Money (2006)
- Vivah (2006)
- Jaan-E-Mann (2006)
- Khosla Ka Ghosla (2006)
- Chup Chup Ke (2006)
- Shaadi Se Pehle (2006)
- Rang De Basanti (2006)
- Sarkar (2005)
- Paheli (2005)
- Main Aisa Hi Hoon (2005)
- La noia de les espècies (The Mistress of Spices) (2005)
- Maine Gandhi Ko Nahin Mara (2005)
- Kyaa Kool Hai Hum (2005)
- Veer-Zaara (2004)
- Bodes i prejudicis (Bride & Prejudice) (2004)
- Bend It Like Beckham (2002)
- Refugee (2000)
- Kaho Naa... Pyaar Hai (2000)
- Kya Kehna (2000)
- Mohabbatein (2000)
- Kuch Kuch Hota Hai (1998)
- Gudgudee (1997)
- Chaahat (1996)
- Papa Kehte Hain (1995)
- Dilwale Dulhania Le Jayenge (1995)
- Hum Aapke Hain Kaun...! (1994)
- 1942: A Love Story (1993)
- Shola aur Shabnam (1992)
- Zindagi Ek Jua (1992)
- Dil Hai Ke Manta Nahin (1991)
- Hum (1991)
- Lamhe (1991)
- Saudagar (1991)
- Dil (1990)
- ChaalBaaz (1989)
- Chandni (1989)
- Daddy (1989)
- Parinda (1989)
- Ram Lakhan (1989)
- Tridev (1989)
- Tezaab (1988)
- Zakhmi Aurat (1988)
- Karma (1986)
- Arjun (1985)
- Utsav (1984)
- Saaransh (1984)
- Apmaan (1982)